# 硬尖神香草
硬尖神香草（学名：Hyssopus cuspidatus var. cuspidatus）为唇形科神香草属下的一个变种。